# Olympische Sommerspiele 2020/Teilnehmer (Myanmar)
| Gelbes Symbol für Goldmedaillen mit stilisierten Olympischen Ringen | Graues Symbol für Silbermedaillen mit stilisierten Olympischen Ringen | Braundes Symbol für Bronzemedaillen mit stilisierten Olympischen Ringen |
| ------------------------------------------------------------------- | --------------------------------------------------------------------- | ----------------------------------------------------------------------- |
| —                                                                   | —                                                                     | —                                                                       |

Myanmar nahm an den Olympischen Spielen 2020 in Tokio mit zwei Sportlern in zwei Sportarten teil. Es war die insgesamt 18. Teilnahme an Olympischen Sommerspielen.

## Teilnehmer nach Sportarten

### Badminton
| Athleten         | Wettbewerb | Gruppenphase  | Gruppenphase      | Gruppenphase | Gruppenphase | Achtelfinale  | Achtelfinale  | Viertelfinale | Viertelfinale | Halbfinale    | Halbfinale    | Finale        | Finale        | Rang  |
| Athleten         | Wettbewerb | Gegner        | Ergebnis          | Punkte       | Rang         | Gegner        | Ergebnis      | Gegner        | Ergebnis      | Gegner        | Ergebnis      | Gegner        | Ergebnis      | Rang  |
| ---------------- | ---------- | ------------- | ----------------- | ------------ | ------------ | ------------- | ------------- | ------------- | ------------- | ------------- | ------------- | ------------- | ------------- | ----- |
| Frauen           |            |               |                   |              |              |               |               |               |               |               |               |               |               |       |
| Thet Htar Thuzar | Einzel     | G. M. Tunjung | 0:2 (11:21, 8:21) | 33:84        | 3            | ausgeschieden | ausgeschieden | ausgeschieden | ausgeschieden | ausgeschieden | ausgeschieden | ausgeschieden | ausgeschieden | 29–42 |
| Thet Htar Thuzar | Einzel     | L. Tan        | 0:2 (6:21, 8:21)  | 33:84        | 3            | ausgeschieden | ausgeschieden | ausgeschieden | ausgeschieden | ausgeschieden | ausgeschieden | ausgeschieden | ausgeschieden | 29–42 |

### Schießen
| Athleten     | Wettbewerb       | Qualifikation   | Qualifikation | Finale          | Finale        | Ringe/ Scheiben | Rang |
| Athleten     | Wettbewerb       | Ringe/ Scheiben | Rang          | Ringe/ Scheiben | Rang          | Ringe/ Scheiben | Rang |
| ------------ | ---------------- | --------------- | ------------- | --------------- | ------------- | --------------- | ---- |
| Männer       |                  |                 |               |                 |               |                 |      |
| Ye Tun Naung | 10 m Luftpistole | 576             | 14            | ausgeschieden   | ausgeschieden | 576             | 14   |